# Altwässer der Elbe bei der Gohliser Windmühle
Die Altwässer der Elbe bei der Gohliser Windmühle sind ein Flächennaturdenkmal (ND 64) im Dresdner Stadtteil Gohlis.

## Geografie

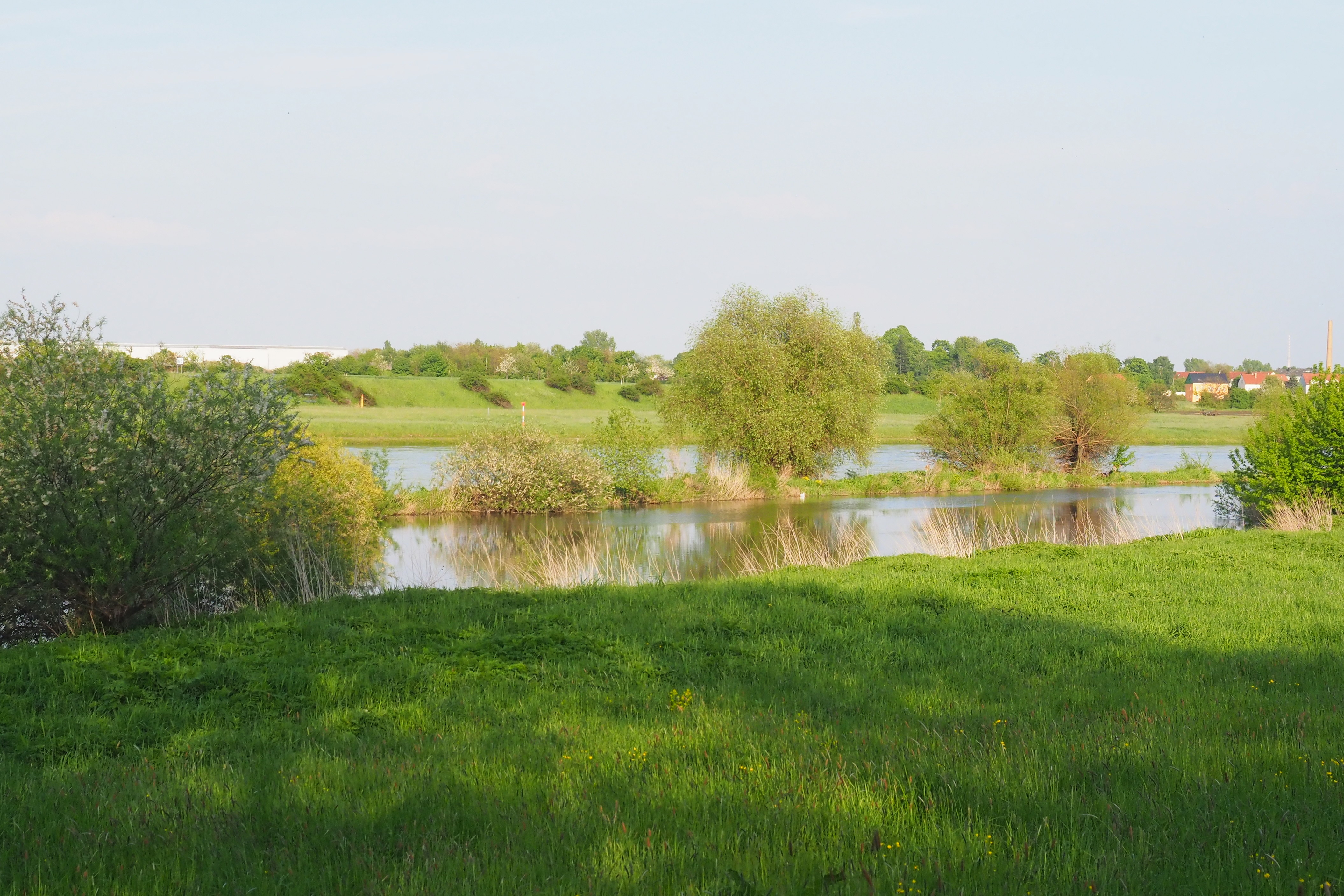
Altwässer der Elbe bei der Gohliser Windmühle

Das 2,2 Hektar große Flächennaturdenkmal liegt im Dresdner Westen, direkt östlich der namensgebenden Gohliser Windmühle am linken Ufer der Elbe bis zur Obergohlis-Stetzscher Gemarkungsgrenze. An dieser schließt sich nahtlos das 4,4 Hektar große Flächennaturdenkmal (ND 16) Elblachen bei Stetzsch an. Beide Naturdenkmale befinden sich vollständig im Landschaftsschutzgebiet Elbtal zwischen Dresden und Meißen mit linkselbischen Tälern und Spaargebirge, im FFH-Gebiet Elbtal zwischen Schöna und Mühlberg und im ebenso benannten Europäischen Vogelschutzgebiet.

## Schutzgegenstand
Der Rat des Kreises Dresden-Land stellte im Januar 1958 eine Reihe von vorgeschlagenen Naturschutzobjekte (zumeist Bäume) unter Schutz. In der damaligen Gemeinde Gohlis waren dies die Buhnen u. Altwässer bei der Windmühle und eine inzwischen nicht mehr vorhandene Linde am Dorfplatz.
Das Naturdenkmal ist nicht nur Laichgewässer für Wildfische und Rastplatz für wandernde Wasservögel mit elbtypischer Unterwasserflora, sondern auch Rückzugsgebiet für die ehemalige Stromtalflora der Elbe.